# غدوك
غدوك (بالفارسية: گدوک) هي مستوطنة تقع في Poshtkuh Rural District في إيران. يقدر عدد سكانها بـ 133 نسمة.